# 下津野駅
下津野駅（しもつのえき）は、和歌山県有田郡吉備町（現・有田川町）下津野に位置した、有田鉄道の駅である。

## 歴史
- 1916年（大正5年）7月1日：開業。
- 1984年（昭和59年）2月1日：無人駅となる[1]。
- 2002年（平成14年）12月31日：鉄道廃止に伴い営業終了。
- 2003年（平成15年）1月1日：廃駅、閉鎖。

## 駅構造
無人駅だが、屋根のついた駅舎がある。ホームは1面1線で、トイレが設けられている。また、腕木式信号機が残っている。

## 駅周辺
小さいながらも商店街があった。
- 和歌山県立有田中央高等学校
- 有田川町立吉備中学校
- 有田川町役場
- 吉備郵便局
- きのくに信用金庫
- 阿弥陀寺

## 駅跡
遊歩道として整備された。かつてのホームも整備が行われ、休憩所として再活用されている。

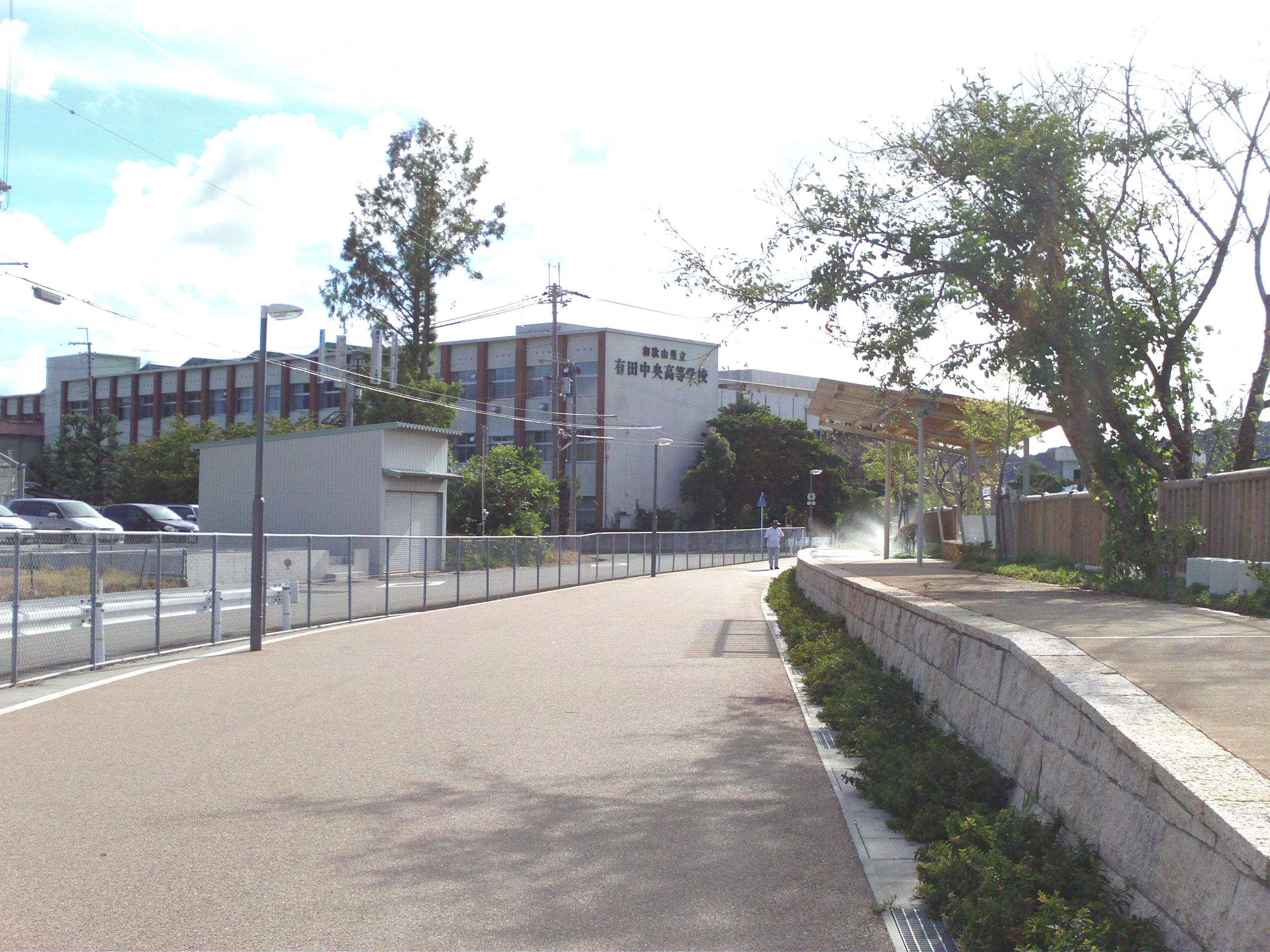
ホーム跡。線路跡は遊歩道となった（2010年9月）

## 隣の駅
有田鉄道
有田鉄道線
田殿口駅 - 下津野駅 - 御霊駅